# Grethe Rask
Margrethe P. Rask, meglio conosciuta come Grethe Rask (Thisted, 1930 – Copenaghen, 12 dicembre 1977), è stata un medico e chirurgo danese.
Ha praticato la sua professione nello Zaire (nazione oggi diventata la Repubblica Democratica del Congo). Dopo aver stabilito il proprio ospedale in un centro urbano chiamato Abumombazi nel 1972, si trasferì nell'ospedale della Croce Rossa Danese a Kinshasa nel 1975, per poi tornare in Danimarca nel 1977 a causa dei sintomi di una malattia sconosciuta, che più tardi si scoprirà essere AIDS. Rask, che morì tre anni e mezzo prima della classificazione e scoperta dell'AIDS da parte dei Centers for Disease Control and Prevention nel giugno 1981, fu una delle prime persone non africane conosciute a morire di AIDS, unitamente al marinaio norvegese Arvid Noe.

## Biografia

### Primi anni e lo Zaire (1930-1974)
Nata nel 1930 nella città danese di Thisted, la dottoressa Rask praticò la medicina nello Zaire per un breve periodo nel 1964, anno in cui venne poi richiamata in Europa per lo studio della chirurgia dello stomaco ed infezioni tropicali, e dal 1972 al 1977, prima in un piccolo ambulatorio locale, e dopo al servizio della Croce Rossa danese a Kinshasa a partire dal 1975. Molto probabilmente si espose al virus HIV durante la seconda metà degli anni sessanta. Un suo collega ed amico, Ib Bygbjerg (medico specializzato in disturbi della comunicazione), scrisse nel 1983 una lettera a The Lancet scrivendo che "durante il periodo di lavoro nell'ospedale, Rask sarebbe stata costantemente esposta al sangue e alle secrezioni di pazienti africani".

### Malattia e morte (1975-1977)
Rask cominciò a soffrire di sintomi correlati all'HIV a partire dal tardo 1974. Il suo quadro clinico comprendeva diarrea, ingrossamento dei linfonodi, perdita di peso, astenia. Anche se i sintomi si attenuarono temporaneamente a seguito di alcuni trattamenti farmacologici nel 1975, in seguito si ripresentarono in modo considerevolmente peggiore. A seguito di una vacanza in Sudafrica nel luglio 1977, non riusciva più a respirare e necessitava di bombole di ossigeno. Tornata in Danimarca, fu testata a Copenaghen scoprendo di aver contratto una serie di infezioni opportunistiche, come lo Staphylococcus aureus, candidosi, e pneumocistosi (PCP, una infezione fungina dei polmoni precedentemente nota come Pneumocystis carinii).
Le analisi hanno anche mostrato che Rask aveva un inesistente conteggio di linfociti t-helper, portando il suo corpo ad avere un sistema immunitario gravemente depresso e quindi vulnerabile. All'epoca i medici non seppero classificare il disturbo della Rask, che in seguito si sarebbe rivelato AIDS. Dopo numerosi test e trattamenti senza successo, la Rask andò a stare nel suo cottage sui fiordi nel novembre 1977, dove la sua compagna di lunga data (un'infermiera) si prese cura di lei. Tornò a Copenaghen per altri accertamenti nel mese di dicembre e venne ricoverata all'ospedale, dove rimase fino alla morte per polmonite, il 12 dicembre 1977.

### Autopsia e test
Una successiva autopsia ha rivelato che i polmoni della Rask erano pieni di un fungo conosciuto come Pneumocystis carinii, un raro tipo di polmonite che colpiva le persone immunocompromesse e che al giorno d'oggi è conosciuto come un sintomo comune di AIDS. Campioni di sangue della Rask sono stati analizzati a Copenaghen nel 1984, previa un'approfondita ricerca sull'AIDS. Il test è stato fatto con una versione molto precoce della metodologia ELISA e risultato negativo per l'HIV. Tuttavia, due test successivi sono stati fatti negli Stati Uniti con le analisi più avanzate nel 1987 ed entrambi sono risultati positivi. Perciò al giorno d'oggi si ritiene che Rask fu uno dei primi soggetti non-africani a morire di AIDS.